# Ron Kersey
Tyrone Garfield „Ron” Kersey (ur. 7 kwietnia 1949 w Filadelfii, zm. 25 stycznia 2005 w Springfield (Pensylwania)) – amerykański klawiszowiec, autor piosenek, producent oraz aranżer, który zasłynął jako twórca muzyki do utworu „Disco Inferno” zespołu The Trammps.
Urodzony w Filadelfii Kersey służył w Siłach Powietrznych Stanów Zjednoczonych. Był on członkiem zespołu disco The Trammps. Otrzymał nagrodę Grammy za ścieżkę dźwiękową do filmu Gorączka sobotniej nocy, gdzie pojawiła się piosenka „Disco Inferno”. Był on także członkiem zespołu muzyków MFSB oraz The Salsoul Orchestra.

## Twórczość
Oprócz napisania przeboju „Disco Inferno” Kersey wyprodukował i był współautorem piosenek dla innych artystów. Był on producentem utworu „I Have Learned to Respect the Power of Love” nagranym przez piosenkarkę Stephanie Mills, który przez dwa tygodnie przebywał na szczycie zestawienia „Billboardu” Hot R&B/Hip-Hop Songs. Wyprodukował on również jej inny singiel „If I Were Your Woman”, który znalazł się na 19. miejscu zestawienia Hot R&B/Hip-Hop Songs. Kersey był także współautorem, producentem i aranżerem utworu „Every Drop of Your Love” Stacy Lattisaw, który dotarł do pozycji 8 listy Hot R&B/Hip-Hop. Dla Evelyn King napisał (wspólnie z Alex Brown) piosenkę „Kisses Don’t Lie”.

## Śmierć
Muzyk przeżył udar mózgu w 1996 roku, od tego czasu walczył z wieloma komplikacjami. Dziewięć lat później w wyniku powikłań związanych z zapaleniem płuc Kersey zmarł.